# Círculos de Acción Socialista
Los Círculos de Acción Socialista, también citado en algunas fuentes como Movimiento de Acción socialista -incluso como Movimiento de los Círculos de Acción Socialista- fue una organización política española fundada en 1950 en París por José del Barrio Navarro, Félix Montiel; antiguo diputado del PCE; y Jesús Hernández; fundador y exdirigente del PCE quien había sido ministro Instrucción Pública y Sanidad durante la Guerra Civil Española; junto a otros exmilitantes de dicho partido, del PSUC y del ala negrinista del PSOE, cuya actividad se extendió hasta el año 1953.

## Historia
Provenientes de distintas facciones minoritarias de sus respectivas organizaciones de origen, en disputa con las direcciones y el rumbo tomado por estas, los fundadores de los Círculos de Acción Socialista aspiraban a constituir a través de esta organización una tercera vía, junto al PSOE y el PCE, del marxismo español
Si bien consiguió la adhesión de algunas figuras destacadas de la II República y el exilio español, siendo la más destacada la colaboración de Martínez Cartón., los Círculos de Acción Socialista no lograron apenas implantación entre los republicanos españoles en el continente americano, aunque sí en Francia.
Su significación política, dentro de la geopolítica que alineaba las organizaciones la izquierda en el contexto de la guerra fría, fue su alineamiento la Yugoslavia socialista del Mariscal Tito en su enfrentamiento con la URSS, lo que valió a los Círculos de Acción Socialista el epíteto de titistas.
Debido a tensiones internas entre sus figuras y grupos creadores el movimiento desapareció en 1953.[cita requerida]
En 1954 Hernández y Martínez Cartón fundaron un nuevo partido, de corta vida y también de tendencia pro-yugoslava, el Partido Nacional Comunista Español. Ese mismo año, durante el V Congreso del PCE, se produjo el reingreso de muchos militantes de los Círculos de Acción Socialista en dicho partido, si bien Dolores Ibárruri se negó a la rehabilitación tanto de Hernández como de Del Barrio. Este último fundaría a mediados de los cincuenta el Movimiento Republicano Antifascista de Liberación Hispana y la Unión Cívica Española, impulsando también la celebración de un Congreso de todos los Comunistas Españoles en 1958, y, ya en la década siguiente, la formación, con Juan Perea Capulino y Vicente López Tovar, del Movimiento por la III República.